# Francisco Hernández Pineda
Francisco Hernández Pineda (Spitzname Panchito; * 14. Mai 1927 in Toluca; † 24. Januar 2011 in Mexiko-Stadt) war ein mexikanischer Fußballspieler, der im Mittelfeld agierte.

## Verein
Panchito Hernández begann seine Profikarriere in Diensten des in Mexiko-Stadt beheimateten CF Asturias vermutlich 1945 und blieb bei diesem Verein bis zu dessen Rückzug aus dem Profifußball am Saisonende 1949/50. Anschließend wechselte er zum Club Necaxa, bevor er 1954 beim CD Zacatepec unterschrieb, mit dem er in den 1950er Jahren fünf Titel gewann und bei dem er seine aktive Karriere 1962 ausklingen ließ.
Nach seiner aktiven Karriere war er zunächst im Trainerstab seines langjährigen Vereins Zacatepec tätig und wurde etwa 1966 vom Club América als Co-Trainer verpflichtet. Diesem Verein blieb Hernández ein Leben lang verbunden. Schon wenige Jahre nach seiner Zugehörigkeit zum Club América wurde Hernández zum Vizepräsidenten des Vereins gewählt und übte das Amt in den 1970er, 1980er und 1990er Jahren über einen Zeitraum von 27 Jahren aus.
1996 erschien seine Autobiografie unter dem Titel El vuelo del águila. América, el mejor de la historia (Der Flügel des Adlers. América, der Beste in der Geschichte).
Francisco Hernández verstarb im Alter von 83 Jahren.

### Nationalmannschaft
Sein Debüt in der mexikanischen Nationalmannschaft feierte Panchito Hernández am 18. September 1949 in einem WM-Qualifikationsspiel gegen die USA, das mit 6:2 gewonnen wurde. Sein letztes Länderspiel fand am 19. Juli 1953 im Rahmen der Qualifikation zur WM 1954 gegen Haiti (8:0) statt.
Hernández gehörte auch zum mexikanischen WM-Aufgebot 1950, kam dort allerdings nicht zum Einsatz.

## Erfolge
- Mexikanischer Meister: 1955 und 1958
- Mexikanischer Pokalsieger: 1957 und 1959
- Supercup: 1958